# 몰디브의 종교
몰디브의 종교
이슬람교가 몰디브의 국교이다. 2008년 헌법 또는 "Fehi Qānoon"에서 몰디브 내 이슬람법의 중요성에 대하여 명시하고 있다. 또한 헌법에서는 몰디브 시민 지위가 국교를 따르고 있는가를 전제로 할 것을 요구하고 있으며, 이 점이 합법적으로 국가 시민권자 100%를 무슬림으로 만들고 있다.
그럼에도 몰디브의 거주자, 관광객, 노동자 등은 개인적으로 어떠한 종교 및 관습에서도 자유롭다. 그렇긴 하더라도, 2020년에 발표된 연구들은 인구의 0.29%가 기독교인(로마 가톨릭교와 개신교 대략 구분)이라는 결론을 내놓았다. 1990년대 말, 이슬람 대법원은 세이셸에 본사를 둔 'Far East Broadcasting Association' 방송사가 송출하는 디베히어로 된 라디오 방송 청취하는 개인에 경고를 하였다. 1998년, 50명의 몰디브 기독교인들이 체포되어 Dhoonidhoo 섬의 감옥에 구금되었고, 선교 활동에 관여했다는 혐의를 받은 외국인 기독교인들이 추방당하기도 했다.
몰디브의 이슬람교는 종교 업무를 주관하고 이슬람교적 가치와 가르침을 고취하는 일을 하는 이슬람교 업무국이 주로 대표한다. 그 외에도 이슬람 대법원이 이슬람교와 관련된 문제에 있어 정부에 조언을 주고 몰디브 사회 내 이슬람교 원칙들을 확보하는 데 중요한 역할을 하고 있다. 스크 및 종교 학교들 역시도 몰디브 내 이슬람교 관습에 기여를 하고 있다.
몰디브에서 이슬람교가 우세 종교이고 국교의 지위를 갖고 있긴 하나, 소규모 다른 신앙 공동체도 존재한다. 이 공동체에는 기독교, 불교, 힌두교 등을 포함한다. 해외 노동자 및 관광객 등 같은 외국 거주민들은 몰디브의 주된 이슬람 문화를 존중하는 가운데 개인적 장소에서 자신들의 종교를 따른다. 이러한 제한 속에서도, 종파를 초월한 대화 및 이해에 대한 노력들이 목격되고 있으며 몰디브의 다양한 문화적 배경에 기여를 하고 있다.

## 역사
12세기 인도양에서 활동하던 아랍 무역상들의 중대한 역할이 1153년에 이슬람교로 개종한 몰디브의 마지막 불교도 왕인 도베미의 개종에 기여를 했을 것이다. 무함마드 알아딜이 1932년에 술탄제가 선거제로 전환될 때까지 84명의 술탄과 술타나를 배출해낸 6개의 이슬람 왕조의 막을 열었다.

### 이슬람교 전파

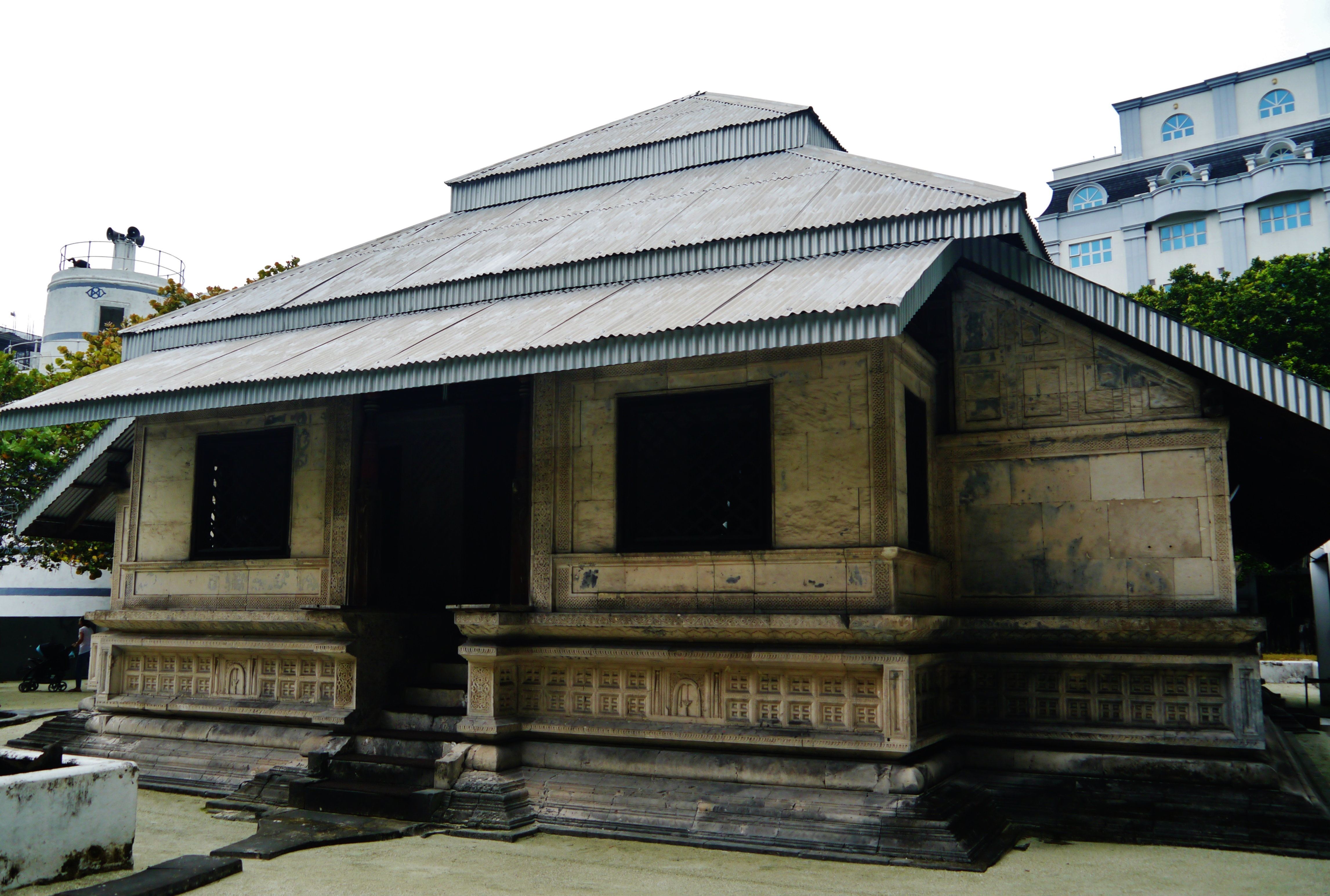
말레의 옛 금요일 사원

몰디브 지역에 대한 아랍의 관심은 1340년대에 이븐 바투타가 그곳에서 거주했다는 점에서 반영되기도 한다. 이 유명한 모로코 여행가는 모로코 북부에서 건너와 몰디브의 이슬람 전파에 중추적인 역할을 했다고 여겨지는 아부 알바라카트 우수프 알바르바리의 이야기에 대해 기록했다. 해당 기록에 따르면, 그는 바다 괴수인 란나마리를 제압하고 몰디브의 왕에게 이슬람교를 포용하라 설득했다고 전해진다. 비록 이 기록이 후대의 자료들에서 이의가 제기되었지만, 몰디브 문화에서 일부 중요한 측면들에 대해서 설명을 한다. 예로, 과거에는 몰디브에서 아랍어가 인근 이슬람 국가에서 사용된 페르시아어, 우르두어 대신에 주된 행정 언어였다는 점이다. 북아프리카와의 또 다른 연결점은 북아프리카 대부분에서 통용된 말리크파이었는데, 17세기까지 몰디브의 주요 종파였다.
그렇지만, 특정 학자들은 이븐 바투타가 북아프리카의 마그레브/베르베르의 이야기를 근거로 편견 또는 취향에 영향을 받아, 몰디브의 문헌들을 오역했을 가능성을 주장하기도 한다. 이 이론은 비투타가 동아프리카에서 기원한 다른 이야기를 무시하거나 저평가했을 가능성에 대해 주장하며, 이 또한 이 시기 동안에 알려졌다.

## 통계
몰디브는 시민권 지위가 국교를 따르고 있는가를 전제로 할 것을 요구하기에, 종교에 따른 인구 조사는 실시되지 않으며, 이에 따라 몰디브의 가장 최대 종교는 비율 100%의 수니파 이슬람교이다. 그럼에도 몰디브 내 거주하는 외국인을 포함해 무슬림은 전체의 98.69% 정도에 해당한다.
해마다 방문하는 500,000명 이상의 관광객 (주로 유럽인 및 중국인)을 포함한 비이슬람교 외국인과 약 54,000명의 외국인 노동자 (주로 파키스탄인, 스리랑카인, 인도인, 방글라데시인) 등은 보통 사적으로만 자신의 종교를 따르는 것이 허용된다. 무슬림 관광객 및 무슬림 외국인 노동자 등은 지역 내 모스크에서 예배에 참석하는 것이 허용되긴 하나, 과거에는 대부분이 사적 공간이나 그들이 일하고 거주하는 리조트 내에 위치한 모스크에서만 종교 활동을 했.
| 연도 | 몰디브 내 이슬람교인 비율 |
| ---- | ------------------------- |
| 1950 | 99.9                      |
| 1970 | 99.8                      |
| 2000 | 98.4                      |
| 2020 | 98.7                      |

### 그 외
| 종교     | 백분율 |
| -------- | ------ |
| 이슬람교 | 98.69% |
| 기독교   | 0.29%  |
| 힌두교   | 0.29%  |
| 무종교   | 0.06%  |
| 불교     | 0.65%  |
| 바하이교 | 0.03%  |

## 이슬람교
이슬람교는 몰디브 내 우세 종교이며 국교로 공인받았다. 몰디브인의 대략 99 퍼센트가 이슬람교를 믿는다. 여러 중요한 이슬람 기념일들은 몰디브에서 국가 기념일로 기념되고 있으며, 라마단의 끝을 나타내는 이드 알피트르, 하즈 순례의 끝을 기념하는 이드 알아드하 등을 포함한다. 이슬람교는 12세기경에 아부 알바라카트 유수프 알바르바리라고 하는 모로코 여행자가 몰디브인에게 전파한 것으로 여겨진다.
2008년 몰디브 헌법의 체계에 삽입된 것은 몰디브 사법권 아래에 있는 모든 들이 이슬람교에 대한 의무적 신봉을 규정해놓은 명백한 규정이었다. 이 헌법 조항은 몰디브의 법적 그리고 사회적 구조 내 이슬람적 신조의 높은 중요성을 강조한 것이었다. 이 헌법에는 이슬람교를 국교로 인정하여 몰디브인의 삶의 다양한 측면에 걸쳐 광범위한 영향력을 확립하는 내용이 포함되어 있다. 이 헌법적 규정을 정해놓음에 따라, 몰디브인는 이슬람적 가치, 관습, 전통을 국가의 정체성 및 문화적 유산의 필수적 구성 요소로서 인정하는 내용을 재차 확인하고 있다. 결과적으로, 몰디브 국경 안에 있는 모든 거주민, 시민, 방문자 등은 이슬람교의 교리를 준수하고 존중해야 한다는 법적 의무에 놓여 있으며, 이는 이슬람의 사회 정치적 환경 내에서 종교의 뿌리 깊은 중요성을 반영한다.

## 기독교
기독교는 몰디브 내 소수 종교를 이루고 있다. 옥스퍼드 대학교의 학자 Felix Wilfred는 2013년에 실시한 조사에서 몰디브의 기독교 인구가 전체 인구의 0.4%로 나타내어지는, 대략 1,400여 명으로 추측하였다. 소규모 기독교 공동체가 이슬람교를 국교로서 따르는, 이슬람교 우세 사회 한복판에 존재한다. 이들의 소수 지위에도 불구하고, 이 기독교인들은 자신들의 신앙을 유지하고 있으며, 몰디브 내 비이슬람교 종교에 대한 공공연한 모습을 보이는 것에 대한 법적 제한으로 인해 사적으로 따르고 있다.
기독교로 개종하려는 몰디브 시민권자들은 시민권 자동 상실이라는 결과에 직면하게 된다. 마우문 압둘 가윰 몰디브 대통령은 몰디브의 독립성 보전은 전적으로 무슬림 국가로서의 지위를 유지하는 데 달려 있다고 주장했다. 콜롬보의 몰디브 고등판문관실은 1998년의 박해에 대한 보고서들에 대해 부정확하고 근거가 없다면서 반박하고 있다.
이 지역 내 포르투갈의 존재가 몰디브의 기독교 전파를 이끌었다. 그렇지만 진정한 개종이라기보다는, 몰디브 내 기독교 수용은 이슬람교를 고수하던 이들에게 포르투갈인들이 가한 잔혹한 박해와 고문에 의한 것이 주된 것이었다. 개종과 생존이라는 선택에 놓인 일부 몰디브인들은 마지못하여 기독교를 수용한 것이었다. 1558년, 포르투갈은 몰디브의 교역 거점을 감시하기 위한 작은 주둔지를 설치하여, 고아에 위치한 주요 식민지에서 다스렸다. 지역민들에게 기독교를 도입하려는 노력에도 불구하고, 귀족층의 일부만이 개종했을 뿐이었다.

## 불교
불교는 1153년 이전까지 몰디브의 국교였다. 몰디브는 1153년에 이슬람교로 개종했다. 최근의 고고학 증거에서 이슬람교 출현 이전까지 불교가 이곳에 존재했음이 확인되었다. 불교 유물과 수도원 유적 등이 여러 섬들에서 발견되고 있다. 불교 흔적에 대한 추가적 증거등이 12세기 후반의 동판 명판으로 발견되었고 1980년대에 번역이 이뤄졌다.
불교는 아소카 시기인 기원전 3세기에 몰디브에 전파됐다. 몰디브의 거의 모든 고고학 유적들은 불교의 스투파 및 수도원이고, 현재까지 발견된 모든 유물은 특징적인 불교 도상을 보여주고 있다. 불교 (및 힌두교) 사원들은 동서남북을 만다라 모양을 하고 있으며 네 개의 주요 방위에 맞춰 배치되고, 주 출입구는 동쪽을 향하고 있다. 고대 불교의 스투파는 각기 다른 산호섬에 따라 몰디브에서 "havitta", "hatteli", "ustubu" 등으로 불린다. 이 스투파 및 성벽과 석재 욕장 등이 포함된 비하라의 불교 건축물 같은 다른 고고학 유적들이 여러 몰디브의 섬에서 발견되고 있다. 이 유적들은 보통 모래 더미 아래에 묻혀 있거나 풀숲으로 덮혀있다. 향토 역사가인 Hassan Ahmed Maniku는 그는 1990년에 발표한 잠정 목록에서 불교 고고학 유적지가 있는 섬이 59개가 있다고 하였다. 몰디브 내 최대 규모 불교 기념물이 하드훈마티 환초의 동쪽에 있다.
Bell은 고대 몰디브인들이 스리랑카에서 온 자신들의 선조인 싱할라인처럼 같은 방식으로써 상좌부 불교를 따랐을 것이라 주장했으나, 말레 박물관에서 보존 중인 몰디브의 불교 유물들은 대승불교 및 밀교적인 도상을 보여주고 있다.
몰디브 민속의 한 전설에 따르면, 인도 또는 스리랑카 출신의 코이말라(Koimala)라는 왕자가 북쪽(Ihavandhu)에서 몰디브에 도착했고 티무게 왕조의 초대 왕이 되었다고 한다. 초기 몰디브는 고대 타밀족의 계통이라고 주장하는 기라바루라고 알려진 집단처럼, 인접한 해안에서 온 드라비다인 계통의 사람들이 정착했었다. 기라바루섬 사람들이 몰디브 초기의 유일한 정착민이라고 할 가능성은 적다. 이들의 중요성은 말레의 수도와 왕실 통치에 대한 전설에 언급되어 있기 때문이다. 기라바루족은 불교와 북부 왕조의 도래 및 중앙집권 정치 및 행정 기관 설립 이전에 존재하던 섬 공동체 중 하나에 불과했다.
12세기의 동판 또는 로마파누는 이슬람 이전의 후기 불교 왕들의 이름을 기록하고 있다. 동판에 기록된 초대 왕은 "번영하는 루나르 왕조의 군주이자 고귀한 티무게 왕조의 쉬리 마하바라나(Shri Mahaabarana) 대왕"으로, 1118년경에 왕위에 오른 자였다. 그는 1118년경부터 1388년경까지 몰디브를 통치했던 티무게 왕조의 창립자였다. 그는 '몰디브 전역의 왕'이 된 자로 전해지고 21년간을 군림했다고 하는데, 이 점은 그가 즉위했을 당시에 몰디브가 분열되어 있었다는 점, 그가 단일 왕국을 이뤘음을 암시한다. 마하바라나 국왕은 코이말라 전설이 되었을 것이라 여겨지는데, 이 전설에서는 가족들과 함께 몰디브에 온 귀족 혈통의 한 외국인이 몰디브 사람들에게 그들의 왕이 되어달라는 요청을 받았다고 한다. '카이말'(Kaimal)이 특정 케랄라 귀족에게 주어지는 칭호라고 전해지는데, 이에 따라 코이말라는 조국의 적대적 상황에서 망명해온 말라바르(Malabar) 출신의 귀족이었을 가능성이 있다. 마하바라나는 조카인 스와티 쉬리 트리부바나 아디티야에게 물려주었는데, 그는 35년간 군림하였다. 몰디브가 이슬람교로 개종한 1153년이 이 트리부바나 아디티야의 재위 기간이었다.

## 힌두교
불교 수용 이전에, 몰디브는 힌두교의 고대 형태로, '수리야'를 숭배하는 '스라우타'(Śrauta)라고 하는 의식 전승을 따랐었다. 몰디브의 힌두교는 몰디브 제도 내 힌두교 풍습에 대해 설명한다. 관련 자료에서는 힌두교가 이슬람 이전 몰디브에서 존재했음을 시사한다. 시바, 락슈미 등의 힌두교 신들 및 아가스티야의 힌두교 성인 등을 묘사한 8세기 또는 9세기의 고고학 유물들이 남아 있다.
몰디브의 민속은 이 지역에서는 전능한 마술사 오디탄 칼레게로 알려진 성인 바시쉬타에 관한 전설이 있다. 오디탄 칼레게의 아내는 아름다운 도기 아이하(Dōgi Aihā)로 불같은 기질 및 남편처럼 강력한 마술사였다. 그녀의 이름은 산스크리트어 '요기니'에서 유래했다.

## 종교의 자유
몰디브의 2008년 헌법은 수니파 이슬람교를 국교로 지정하였다. 수니파 이슬람교도만이 몰디브에서 시민권을 보유하는 것이 허용되고 시민권자는 수니파 이슬람교를 따라야 한다. 다른 나라의 비이슬람교 시민권자 사적인 장소에서 자신들의 신앙을 따르는 것이 허용되고 자신들의 신앙을 전도하거나 퍼트리는 행위는 금지되어 있다. 모든 거주민들은 자녀들에게 이슬람 신앙을 가르칠 것을 요구받는다. 몰디브의 대통령, 장관, 의원, 환초의 족장 등은 수니파 이슬람교도여만 한다. 이런 정부의 제한은 이슬람법을 근거로 한다. 공인 받은 이슬람 신학자들만이 파트와를 내릴 수 있다.
2021년 기준, 종교의 자유가 대단히 제한되었다. 종교적 믿음 또는 관습을 근거로 한 개인에 대한 사회적 제한과 차별 등이 보고되었다. 다수의 공직자 및 조사에 따르면, 다수의 시민들이 이슬람교를 몰디브 사회의 가장 독특한 특징으로 여기며 이슬람교를 국교로 삼은 것이 조화와 민족 정체성을 촉진하고 있다고 여긴다. 2014년 이래, 이슬람교로부터의 배교는 사형에 처해지고 있다.